# Parti libéral (Rwanda)
Pour les articles homonymes, voir Parti libéral.
Le Parti libéral est un parti politique rwandais fondé en 1991 lors de l'introduction du multipartisme au Rwanda. Son premier Président était Landoald Ndasingwa, assassiné avec sa famille le 7 avril 1994, au début du génocide des Tutsis au Rwanda.
Il est dirigé par Prosper Higiro.
En 2003, le PL soutient la candidature présidentielle de Paul Kagame. Aux élections législatives du 30 septembre de la même année, le PL obtient 10.6 % des suffrages et six députés sur 53. Aux élections de 2008, le PL reste allié au Front patriotique rwandais mais se présente hors de la coalition menée par le FPR : son score tombe à 7.5 % des voix et quatre députés.